# Shabby Chic

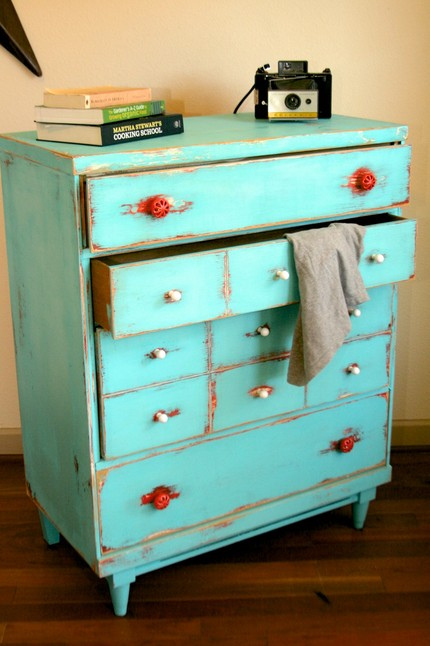
Möbel im Shabby Chic

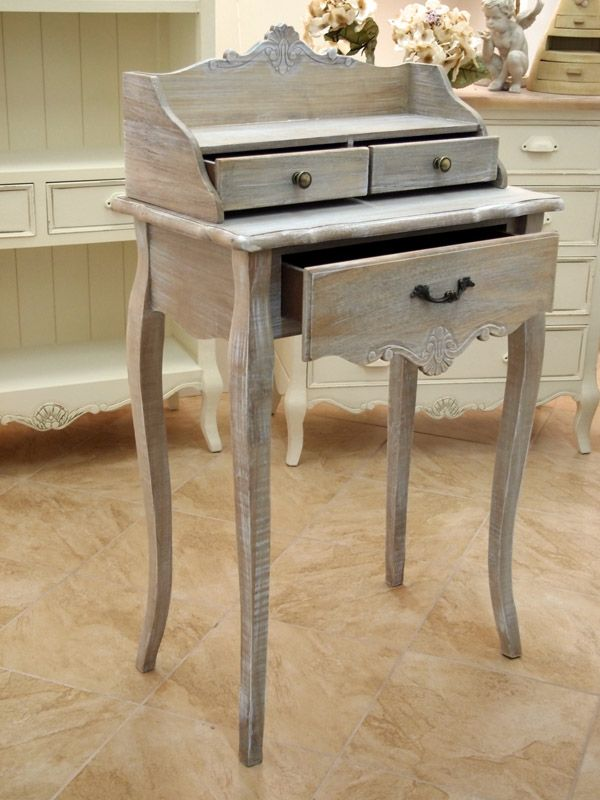
Sekretär mit künstlich herbeigeführten Gebrauchsspuren in einer Shabby-Chic-Kollektion

Shabby Chic (von engl. shabby, „schäbig“, „marode“, „heruntergekommen“) ist ein Einrichtungsstil, bei dem eine Mischung aus Erbstücken, Flohmarktkäufen und Selbstgemachtem sowie Möbel und Gegenstände mit sichtbaren Gebrauchsspuren zum Konzept gehören. Zu dem Stil gehören ferner weiche, verblichen wirkende Farben in Naturtönen, einfache Muster und schlichter Fußboden aus Hartholz, Sisal oder anderen Naturmaterialien.

## Entstehung und Entwicklung
Der Stil entstand in den 1980er Jahren in Großbritannien in Anlehnung an die Einrichtung großer, alter Landsitze der Gentry und war ursprünglich eine Gegenbewegung zu der Neigung der oberen Mittelklasse, sich kostspielige Innenausstattungen im viktorianischen Stil anzuschaffen.

1989 eröffnete die englische Stylistin Rachel Ashwell einen Laden in Santa Monica, Kalifornien, in dem sie mit Flohmarktstücken handelte. Inzwischen ist sie Teilhaberin mehrerer Labels, die der kalifornischen Firma Shabby Chic Brand LCC in Culver City, gehören, die sich auch das Oxymoron Shabby Chic als Warenzeichen schützen ließ. Die Firma stellt unter anderem Stilmöbel her, bei denen neue Gegenstände optisch künstlich „gealtert“ erscheinen, obwohl dies laut Ashwell explizit gerade nicht Bestandteil dieses Stils ist. 

„Die zunehmende Beliebtheit von alten gestrichenen Holzmöbeln führt dazu, dass man heutzutage immer mehr Stücke findet, die einem künstlichen Alterungsprozeß unterzogen worden sind, während das echte Alte leider immer seltener wird. […] Wer ein Stück kauft, das erst noch bearbeitet werden muss, damit es abgenutzt aussieht, hat nicht begriffen, worum es geht, denn der Charme eines Stücks liegt darin, dass es natürlich gealtert ist und nicht in dem durch Manipulation erzeugten Eindruck, es wäre alt.“

Der Einrichtungsstil Shabby Chic hat sich von einer alternativen Gegenbewegung zu einem Trend entwickelt, auch weil er Aspekte der Nachhaltigkeit aufgreift.

## Der Einrichtungsstil
Typisch für Möbelstücke im Shabby-Chic-Stil sind Kratzer, abgeplatzter Lack und schnörkelige Designs. Obwohl dies der Grundidee widerspricht, werden auch neue Möbel in auf alt gemachtem Design produziert. Neben massiven Holzmöbeln und Lederkissen gehören Keramik, Glas und Kristall als Wohnaccessoires in eine originale Shabby-Chic-Einrichtung. 
Beliebte Stoffe für die Shabby-Chic-Einrichtung sind Samt, Spitze, Seide und Kattun. Paisley und Toile-de-Jouy – Stoffe, die aus dem 18./19. Jahrhundert stammen und mit kunstvollen Mustern bedruckt sind – werden zur authentischen Umsetzung des Stil eingesetzt.
–